# Опсада Збаража (1649)
Опсада Збаража у лето 1649. била је кључни догађај у устанку Богдана Хмељницког.

### Увод
У пролеће 1648, Богдан Хмељницки хетман Запорошке војске, формално изјављујући верност краљу Владиславу IV, склопио је савез са Кримским Татарима и уништио пољску војску у Украјини у биткама код Жуте Воде, Корсуња и Пилаваца, а Пољску је захватило безвлашће због смрти краља Владислава IV. Козачке победе изазвале су масовни устанак православних кметова у целој Украјини, и уследио је покољ властеле, католичког свештенства и Јевреја. Након победе код Пилаваца, козачка војска је загосподарила Украјином, али је застала пред утврђењима Лавова и Замошћа. Зима је прекинула ратне операције.

### Опсада
Нови краљ Јан II Казимир понудио је козацима амнестију и повластице у зиму 1648, али су преговори са козацима пропали су због противљења украјинске властеле, коју је предводио кнез Јеремија Вишњовјецки, и устанка сељака, које Хмељницки није могао да контролише. Нови козачки поход у пролеће 1649, застао је пред утврђеним Збаражем, који су бранили региментари и приватна војска кнеза Вишњовјецког. Опсађени су задржали главнину козака и Татара, које је предводио сам кримски хан, пуних 40 дана. За то време, нова војска под командом Јана II Казимира је у бици код Зборива натерала Татаре на повлачење, после чега је Хмељницки пристао на мир.

### Последице
Споразумом у Збориву, три украјинске војводине (Кијев, Брацлав и Черњигов) постале су козачка територија, на којој није смело бити пољске војске, језуита и Јевреја, призната је равноправност православне вере, а број регистрованих козака повећан је на 40.000. Заузврат, Хмељницки је пристао на мир са Пољском, формално признавши власт пољског краља.

## У пољској култури
Ова опсада је детаљно приказана у роману "Огњем и мачем" пољског нобеловца Хенрика Сјенкјевича из 1884.